# Saufrankolin
Saufrankolin (Campocolinus schlegelii) är en fågel i familjen fasanfåglar inom ordningen hönsfåglar.

## Utseende och läte
Saufrankolinen är en liten och bjärt färgad frankolin. Könen liknar varandra, men hanen är varmare färgad och har ett tvärbandat bröst, medan honan har V-formade teckningar över bröstet. Arten liknar vitstrupig frankolin, men skiljer bland annat på kastanjebrun rygg, orangefärgad strupe och avsaknad av rostrött i vingen i flykten. Den liknar även coquifrankolinen, men dessa överlappar inte i utbredningsområde. Lätet är distinkt, en kort serie med kacklande toner som först accelererar för att sedan falla i tonhöjd och avta.

## Utbredning och systematik
Saufrankolinen förekommer på savann i Kamerun, södra Tchad, norra Centralafrikanska republiken, allra sydvästligaste Sudan samt nordvästra Sydsudan. Den behandlas som monotypisk, det vill säga att den inte delas in i några underarter.

### Släktestillhörighet
Saufrankolinen placerades fram tills nyligen i släktet Peliperdix, men genetiska studier har visat att arterna i släktet inte står varandra närmast. Vitstrupig frankolin tillsammans med vitstrupig frankolin och coquifrankolin lyfts därför allt oftare ut i ett eget släkte, Campocolinus.
Längre tillbaka placerades den i släktet Francolinus, men även där visade genetiska studier visar att placeringen var inkorrekt.

## Levnadssätt
Saufrankolinen hittas i savann och skogslandskap med tjockt gräs. Den ses vanligen i par eller smågrupper. Arten är vanligen skygg och tillbakadragen.

## Status
Arten har ett stort utbredningsområde och beståndet anses vara stabilt. Internationella naturvårdsunionen IUCN listar den därför som livskraftig (LC).

## Namn
Fågelns vetenskapliga artnamn hedrar den tyske ornitologen Herman Schlegel (1804-1884). Fram tills nyligen kallades den schlegelfrankolin även på svenska, men justerades 2022 till ett enklare och mer informativt namn av BirdLife Sveriges taxonomikommitté.

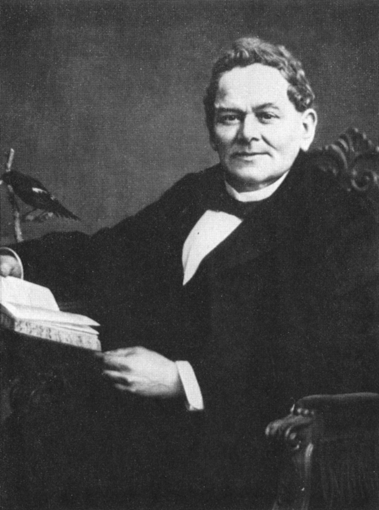
Ornitologen Hermann Schlegel som gett namn åt fågeln.